# چیاسی
چیاسی یک منطقهٔ مسکونی در ایران است که در دهستان گل‌گل واقع شده‌است.